# Marika Diana
Marika Diana (* 29. Oktober 1987 in Colleferro) ist eine italienische Automobilrennfahrerin. 

## Karriere
Diana begann ihre Karriere im Kartsport, in dem sie bis 2003 unterwegs war. Anschließend wechselte sie 2004 in die italienische Formel Ford, die sie in ihrer zweiten Saison, 2005, gewann. 2006 wechselte sie in den deutschen Formel-3-Cup und belegte den 37. Platz in der Gesamtwertung sowie je den 20. Platz in der Trophywertung und in der Rookiewertung für Neueinsteiger. 2007 blieb sie der Serie treu und erreichte den 19. Platz in der Gesamtwertung und den fünften Platz in der Trophywertung. In den darauffolgenden Jahren war sie in italienischen Prototypen-Meisterschaften unterwegs.

## Karrierestationen
- - 2003: Kartsport
- 2004: Formel Ford
- 2005: Italienische Formel Ford (Platz 1)
- 2006: Deutscher Formel-3-Cup (Platz 37), Platz 20 Trophywertung, Platz 20 Rookiewertung
- 2007: Deutscher Formel-3-Cup (Platz 19), Platz 5 Trophywertung
- 2008: Campionato Italiano Prototipi (Platz 19)
- 2009: Campionato Italiano Prototipi
- 2013: Italian Prototype Championship - CN2 (Platz 22)